# Атаксия
Атаксия (от гръцки: α – „липса“ и τάξις – „ред“) е симптом от неврологията, изразяващ се в липса на равновесие и координация на волевите мускулни движения в различна степен. Атаксията е неспецифична клинична проява на увреда в централната нервна система, най-често в малкия мозък, но така също и в гръбначния мозък, мозъчната кора, по-рядко в таламуса.

## Класификация

### Малкомозъчна (церебеларна) атаксия
Свързана е с лезия на различни структури в малкия мозък. В зависимост от локализацията на увредата, церебеларните лезии са няколко вида.

#### Вермисен (вестибуло-спиноцеребеларен) синдром
При този синдром атаксията е главен симптом. Основните и рутинни действия като сядане, ставане, ходене, обличане, са нарушени. Липсва координация на движенията (пример: при ставане от леглото, пациентът повдига първо краката си, а след това тялото) и баланс на тялото, като атаксията е особено отчетлива при дейности изискващи рязка промяна в силата и посоката на движение – ставане от стол, завъртане на тялото и др.
- Статична атаксия – нарушено равновесие в изправено положение. Пациентът се чувства нестабилен и стои прав с широко разкрачени крака, олюлява се най-често напред и назад. Пробата на Romberg е отрицателна, характерно за малкомозъчна увреда.
- Локомоторна атаксия – нарушено равновесие при ходене, нарушена походка. Пациентът ходи с широко разкрачени крака, влачи краката си за по-голяма стабилност, залита в неопределена посока, прави неравномерни крачки.

#### Неоцеребеларен (цереброцеребеларен) синдром
За разлика от атаксиите при предходния синдром, тук залитането е в определена посока, от страната на съответното малкомозъчно полукълбо, където е увредата.
- Динамична атаксия – нарушена координация. Пациентът не може да прецени скоростта, дистанцията до предмета и ритмичността на движенията. Предметите често се пропускат или не се достигат при опит да бъдат взети. Може да се наблюдава интенционен тремор. Този вид атаксия лесно се диагностицира с носо-показалечна проба: пациентът разперва встрани ръцете си и се приканва да докосне носа си с показалеца на всяка ръка, първо с отворени, а след това и със затворени очи. При динамична атаксия това упражнение често води до неуспех. Друг метод е пробата на Бабински за диадохокинеза. Пациентът трябва да пляска с едната си ръка върху другата, докато я обръща (длан-гръб-длан-гръб). Пациентите с динамична атаксия губят ритъм и не успяват да се справят.
- Атаксия на говора (дизартрия) – нарушена координация в говорната мускулатура. Говорът е бавен, насечен, често „експлозивен“.
- Атаксия на почерка (макрография) – нарушена координация в мускулите на ръката и пръстите. Думите се изписват с огромни букви, изкривени и неравни.

### Сензорна атаксия
- Задностълбцова атаксия – нарушена е дълбоката сетивност, увредата е в задната част на гръбначния мозък. Пациентът върви бавно, с разкрачени крака, следи стъпките си с очи, стъпва силно, за да усети пода. Пробата на Romberg е положителна.
- Атаксия при увреда на таламуса – нарушени са повърхностната и дълбоката сетивност, по-силно първата.
- Атаксия при Дежерин-Руси – таламичен синдром с тежки нарушения в повърхностната и дълбоката сетивност.

### Вестибуларна атаксия
Дължи се на лезия във вестибуларния апарат. Несигурна походка, пациентът се опитва да се хване за близки предмети. Залита към страната, от която е увредата. Други симптоми са гадене, повръщане, изпотяване и др.

### Челна (фронтална) атаксия
Наблюдава се при лезия в челния дял на главния мозък. Пациентът извършва ситни и несигурни стъпки, тялото е приведено напред. Залитане на срещуположната страна на увредата.

### Оптична атаксия
Двустранни увреди в асоциативната зрително-моторна система са причина за този вид атаксия. Тя е част от синдрома на Балинт. Пациентът не е в състояние да прецени визуално разстоянието до предмета, липсва синхрон между зрителната информация и извършваните движения. Предметите често се пропускат или не се достигат.